# Albert-Schweitzer-Denkmal (Bad Freienwalde)

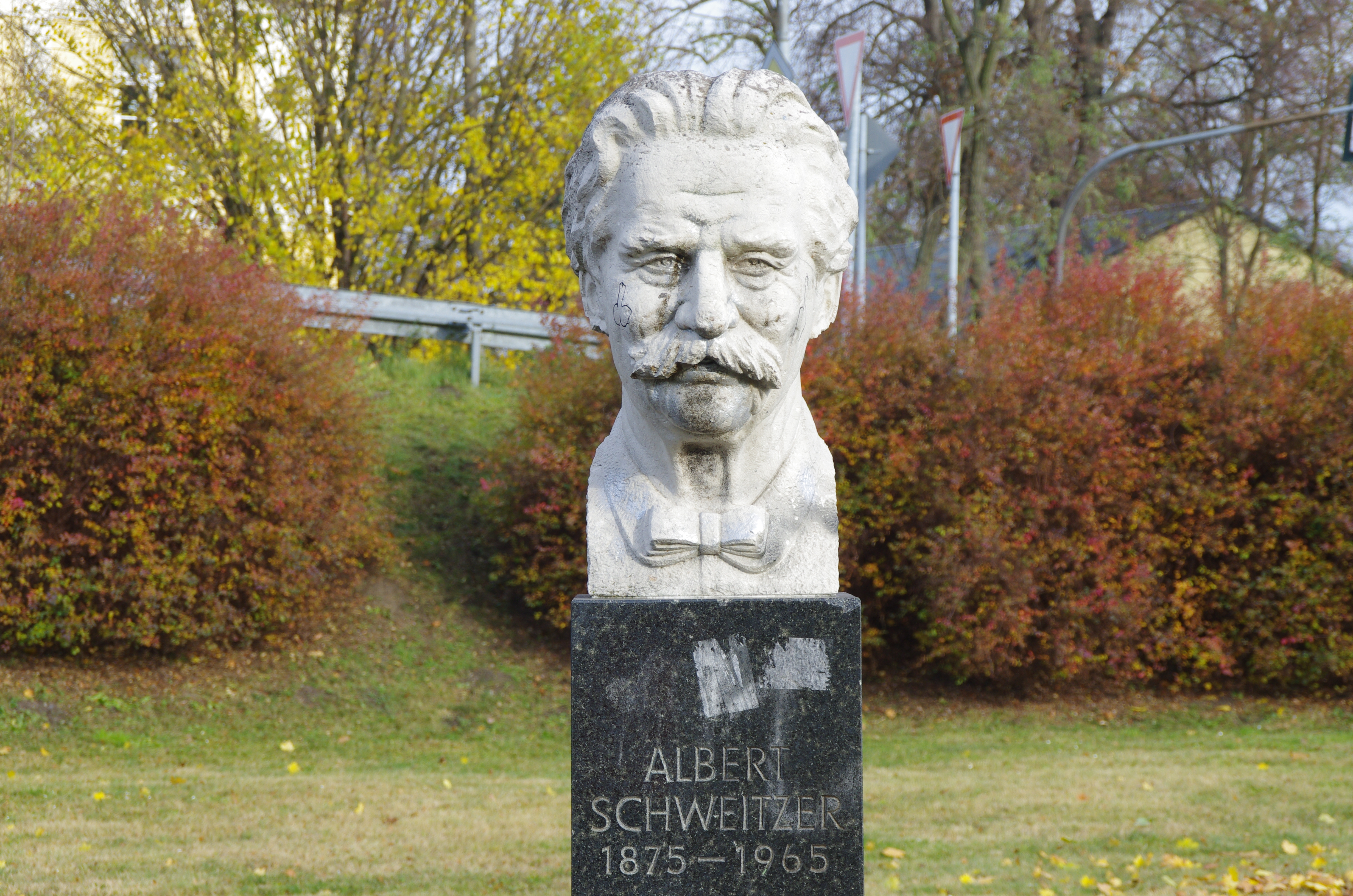
Albert-Schweitzer-Denkmal Bad Freienwalde

Das Albert-Schweitzer-Denkmal in Bad Freienwalde in Brandenburg befindet sich auf dem Albert-Schweitzer-Platz.  Es ist nach Albert Schweitzer benannt. 
Die Porträtbüste (eigentlich eine Herme) wurde von der Stadt Bad Freienwalde 1964 in Auftrag gegeben. Das am 30. April 1977 enthüllte Albert-Schweitzer-Denkmal mit der Büste des „Urwalddoktors“ aus hellem Pirnaer Sandstein besitzt einen Sockel aus schwarzem Granit mit der Inschrift des Namens und seiner Lebensdaten.
Albert Schweitzer steht insofern in einem Zusammenhang mit Bad Freienwalde, als dass er 1963 der 1964 eingeweihten Albert-Schweitzer-Schule seine Zustimmung für deren Benennung erteilte.